# Cléopâtre (frégate)
Pour les articles homonymes, voir Cléopâtre.
La Cléopâtre est une frégate de classe Vénus de 32 canons de la Marine française. Dessinée et conçue par l'architecte naval Jacques-Noël Sané, sa coque est dotée de plaques de cuivre. Elle est lancée en 1781 et participe aux opérations en Inde en escortant des renforts envoyés à l'escadre de Suffren lors de la dernière année de la Guerre d'Amérique.
Elle est capturée par les Britanniques en 1793 lors de la guerre révolutionnaire entre la France et monarchies européennes. Intégrée à la flotte de la Royal Navy, elle sert sous le nom de HMS Oiseau jusqu'à ce qu'elle soit démantelée en 1816.
Au début du XIXe siècle, une autre frégate sera nommée La Cléopâtre. Elle sera envoyée en Orient.
Au cours de l'expédition française en Corée, commandée par le vice-amiral Jean-Baptiste Cécille, au début août 1846, la frégate La Cléopâtre est accompagnée de deux autres navires La Victorieuse et La Sabine. Sa mission est de remettre aux autorités coréennes une lettre pour le roi Heonjong, précisant qu'on viendra chercher la réponse l'année suivante. L'année suivante, le capitaine de vaisseau Lapierre est chargé de cette mission mais les cartes marines des îles de Sinan de la province de Jeolla, au sud-ouest de la Corée, étant trop imprécises, la mission se termine piteusement le 10 août 1847 par l'échouage sur des hauts fonds, mal signalés, de ses deux frégates La Gloire et La Victorieuse.